# ノミのサーカス (アニメーション)
『ノミのサーカス』（原題：The Flea Circus, 公開：1954年11月6日）は、アメリカ合衆国の映画会社メトロ・ゴールドウィン・メイヤー (MGM) に所属していたアニメーターのテックス・アヴェリーによる作品のひとつ。

## スタッフ
- 監督 - テックス・アヴェリー
- 製作責任者 - フレッド・クインビー
- アニメーション製作、グラント・シモンズ、マイケル・ラー、ロバート・ベントレー、ウォルター・クリントン
- 脚本 - ヘック・アレン
- 背景 - ジョー・マンテル
- 音楽 - スコット・ブラッドリー

## 内容
ある街にノミのサーカスがあり、花形女優のフィフィを中心に人気を博していた。団員の中に芸が下手なため観客に罵倒され続けているピエロのフランソワがいた。彼の取り得はフィフィに一途の愛を抱くことだけであったが、最初は全く相手にされない。1頭の犬が劇場に入り込み、ノミたちをさらってしまう。失望する興行主に、隅でしょぼくれていたため難を逃れたフランソワが「団員を見つけてくる」と飛び出す。ノミが取り付いて不快な犬は池に飛び込む、多くのノミが受難するが、フィフィは間一髪で救われる。救ったのは通りかかりのフランソワだった。
ちなみに本作のオープニング曲にはヨハン・シュトラウス2世の『トリッチ・トラッチ・ポルカ』が使用されている（『逃げてはみたけど』でも同様）。

## 登場するキャラクター
フランソワ
芸は下手だが、主人への忠誠心が高く、一途な性格。
フィフィ
ノミのサーカスにおける花形。プライドが高く、フランソワからの求愛を断り続けてきたが･･･
興行主
サーカスを運営していて稼いでいたが、犬にノミを奪われ窮地に。

## 日本でのTV放映
TBS版の『トムとジェリー』の短編に挟まれて放映されていた。順番で時折放映された。